# Révolution de Zanzibar
Vous lisez un « bon article » labellisé en 2011.
La révolution de Zanzibar met fin en 1964 à 200 ans de domination d'une élite arabophone. Le sultan Jamshid ben Abdallah est renversé par une couche plus modeste de la population, linguistiquement davantage proche de Bantous et l'événement aboutit à la fondation de la Tanzanie par fusion du Zanzibar et du Tanganyika voisin.
Zanzibar est un archipel multi-ethnique situé au large de la côte orientale du Tanganyika. Bien que le Royaume-Uni lui accorde son indépendance en 1963, une série d'élections parlementaires aboutissent à la conservation de la mainmise de la minorité arabophone sur le pouvoir qu'elle détient depuis l'époque où le pays dépendait du sultanat de Mascate et Oman. Frustré par sa sous-représentation au parlement en dépit des 54 % de voix remportées aux élections de juillet 1963, le Parti Afro-Shirazi (ASP), essentiellement africain, s'allie au parti de gauche, l'Umma Party.
Tôt le matin du 12 janvier 1964, John Okello, membre de l'ASP, mobilise environ 600 à 800 partisans de la révolution sur l'île principale d'Unguja. Après avoir débordé les forces de police et s'être approprié leurs armes, les insurgés se rendent à Zanzibar où ils renversent le sultan et son gouvernement constitué en majorité de citoyens d'origine arabe. Des représailles sont exercées contre des civils arabes et asiatiques, ces derniers étant essentiellement d'origine persane (comme le jeune Farrokh Bulsara, alias Freddie Mercury et sa famille, contraints de fuir) et sud-asiatique. Le nombre de victimes qui en résulte est contesté, avec des estimations allant de quelques centaines à 20 000 morts. Le chef du Parti Afro-Shirazi, le cheikh Abeid Karume, devient le président du Gouvernement révolutionnaire de Zanzibar, junte d'inspiration marxiste-léniniste.
La proximité apparente du nouveau gouvernement avec les communistes inquiète les pays occidentaux. Les puissances communistes (république populaire de Chine, Allemagne de l'Est et Union soviétique) établissent rapidement des relations amicales avec le nouveau gouvernement, reconnaissant celui-ci et lui envoyant des conseillers. Zanzibar se situant dans la sphère d'influence britannique, le gouvernement de Londres élabore un certain nombre de plans d'intervention. Karume négocie toutefois rapidement une fusion de Zanzibar avec le Tanganyika, formant le 24 avril 1964 une nouvelle nation, la Tanzanie, avec à sa tête Julius Nyerere comme président et Abeid Amani Karume comme vice-président. Mais l'accord stipule néanmoins qu'Abeid Amani Karume reste à la tête du Gouvernement révolutionnaire de Zanzibar qui est chargé de gérer l'autonomie politique de Zanzibar.
L'anniversaire de la révolution est célébré sur l'île par un jour férié le 12 janvier de chaque année.

## Contexte

### Situation géographique et politique

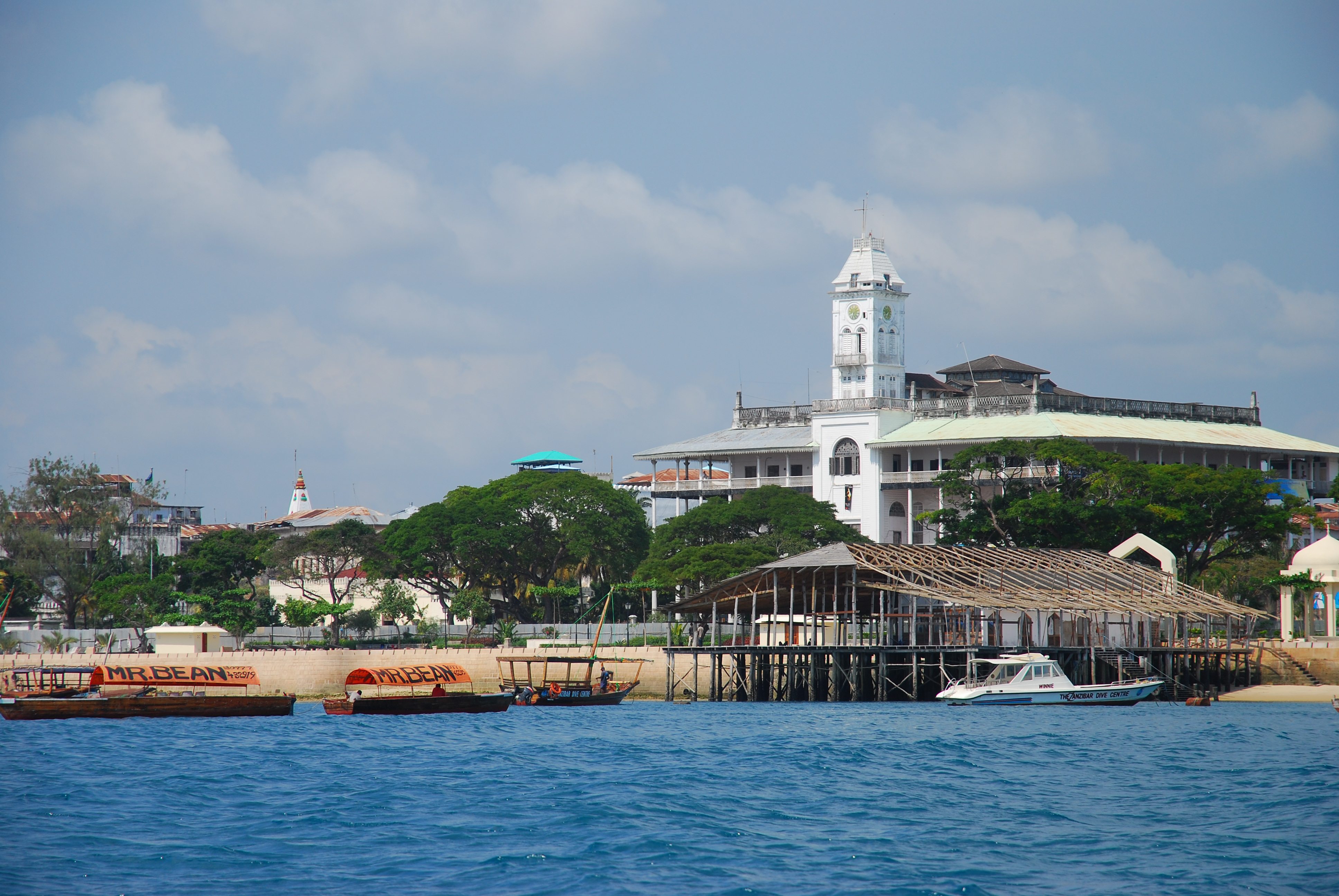
Vue du palais du sultan à Stone Town, la vieille ville, depuis la mer en 2009.

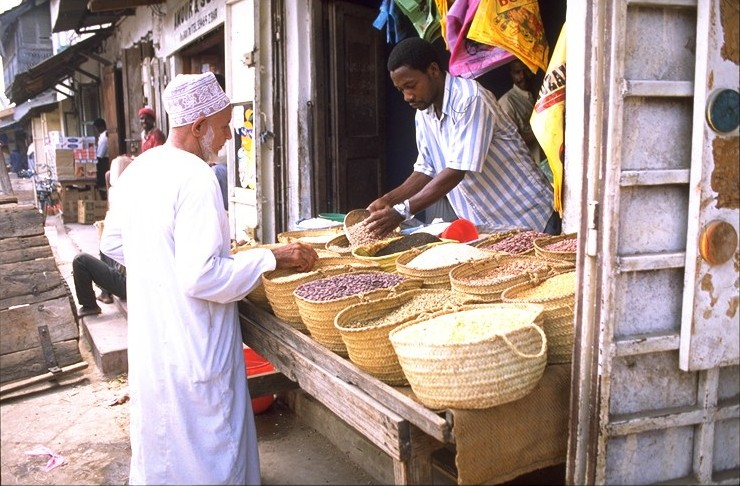
Scène de rue entre deux Zanzibarites, l'un d'origine plus arabe, l'autre plus continentale, à Stone Town en 1996.

Zanzibar, aujourd'hui partie intégrante de la république unie de Tanzanie en Afrique de l'Est, est un groupe d'îles situées dans l'océan Indien au large des côtes du Tanganyika. Il comprend Pemba au nord, Mafia au sud et l'île principale d'Unguja, improprement appelée Zanzibar, au centre, ces trois grandes îles étant entourées de nombreuses petites îles. Les entités politiques s'étant successivement appelées « Zanzibar » depuis la séparation d'avec le sultanat de Mascate et Oman en 1861 se sont cependant limitées géographiquement aux îles de Pemba et Unguja et leurs îlots proches, Mafia restant politiquement liée à la Tanzanie continentale.
Avec une longue histoire sous domination arabe à partir de 1698, Zanzibar est une possession de Mascate et Oman jusqu'à l'obtention de son indépendance en 1858 sous son propre sultanat. En 1890, lors de la prise de pouvoir d'Ali bin Saïd, Zanzibar passe sous protectorat britannique. Bien que jamais officiellement sous sa domination directe, le pays est considéré comme faisant partie de l'Empire britannique.
En 1963, le pays devient une monarchie constitutionnelle dirigée par le sultan Jamshid ben Abdallah. Zanzibar a alors une population d'environ 230 000 Africains, dont certains revendiquent une ascendance perse et connus localement sous le nom de « Shirazi ». Dans le pays se trouvent également plusieurs minorités importantes telles que les Arabes, au nombre de 50 000, et les Sud-Asiatiques, au nombre de 20 000, qui occupent une place importante dans les affaires et le commerce, notamment dans l'import-export grâce à leurs relations avec l'Asie du Sud et les populations asiatiques d'Europe et d'Afrique de l'Est. Les différents groupes ethniques sont devenus de plus en plus mixtes et les distinctions entre eux se sont brouillées. Selon l'historien Shillington, une raison importante expliquant le soutien général au sultan Jamshid a été la diversité ethnique de sa famille. Cependant, les habitants arabes de l'île, tels que les grands propriétaires terriens, étaient généralement plus riches que les Africains grâce au commerce des épices, notamment du clou de girofle. De plus, les partis politiques majeurs ont été organisés en grande partie en fonction de l'appartenance ethnique, les Arabes dominant le Parti nationaliste de Zanzibar (Zanzibar Nationalist Party, abrégé ZNP) et les Africains le Parti Afro-Shirazi (Afro-Shirazi Party, abrégé ASP).
En janvier 1961, dans le cadre du processus de décolonisation, les autorités britanniques de l'île définissent les circonscriptions électorales et tiennent des élections démocratiques. L'ASP et le ZNP gagnent chacun 11 sièges sur les 22 du parlement de Zanzibar. De nouvelles élections ont donc lieu en juin, avec cette fois 23 sièges disponibles. Le ZNP entre en coalition avec le Zanzibar and Pemba People's Party (ZPPP) et obtient cette fois 13 sièges, tandis que l'ASP, bien qu'il ait obtenu plus de votes, récupère seulement 10 sièges. Une fraude électorale est suspectée par l'ASP et des émeutes éclatent, causant la mort de 68 personnes. Pour garder le contrôle, la coalition gouvernementale interdit les partis d'opposition les plus radicaux, nomme elle-même ses hommes dans l'administration et politise la police.
En 1963, avec un nombre de 31 sièges au parlement, une nouvelle élection (en) voit une répétition des votes de 1961. Grâce à la disposition des circonscriptions, l'ASP, dirigé par Abeid Amani Karume, remporte 54 % des voix mais seulement 13 sièges, tandis que le ZNP/ZPPP gagne le reste et renforce son emprise sur le pouvoir. L'Umma Party, formé la même année par des radicaux socialistes arabes de la ZNP mécontents, est interdit et tous les policiers d'origine africaine sont licenciés,. Une grande partie de la seule force de sécurité de l'île est alors supprimée. En colère, les anciens policiers s'organisent en groupe paramilitaire bien formé et connaissant les bâtiments, l'équipement et les procédures des forces de sécurité.
L'indépendance totale de la domination britannique est accordée le 10 décembre 1963, avec la coalition ZNP/ZPPP au Conseil d'administration. Le gouvernement souhaite alors un accord de défense avec le Royaume-Uni et demande un bataillon de troupes britanniques sur l'île pour effectuer des tâches de sécurité intérieure mais cela est refusé car il est jugé inapproprié pour les troupes britanniques d'être impliquées dans le maintien de l'ordre si peu de temps après l'indépendance. Des rapports du service de renseignement britannique prédisent des troubles civils imminents, accompagnés d'une activité communiste croissante, et jugent que l'arrivée de troupes britanniques détériorerait encore la situation. De nombreux ressortissants étrangers restent cependant sur l'île, dont 130 Britanniques employés directement par le gouvernement de Zanzibar.

### Forces politiques en présence
Le mouvement indépendantiste zanzibarite est structuré autour de deux principaux partis : l'Afro-Shirazi Party (ASP) et le Zanzibar Nationalist Party.
L'ASP s'appuie sur la population africaine et shirazie de Zanzibar. Les idées raciales attribuant aux seuls Noirs la légitimité de diriger l'archipel sont à la base de son idéologie. Les populations non noires (Arabes et Asiatiques) sont ainsi considérées comme des étrangers par le parti,. Il est fondé en 1957 par la réunion de deux groupes politiques représentant les intérêts de la communauté africaine de Zanzibar : l'African Association et l'Unguja Shirazi Association.
Le ZNP se présente comme un parti multi-racial et islamique. Sa direction reste néanmoins principalement sous le contrôle de membres de la communauté arabe. La communauté africaine est parfois considérée comme majoritairement « étrangère » par le parti. Des Shirazi y adhèrent néanmoins. Il est fondé en 1953 par des membres de l'Arab Association touchés par les idées pan-arabistes.
En 1959, le Zanzibar and Pemba People's Party (ZPPP) se sépare de l'ASP sous l'impulsion de Muhammad Shamte Hamadi. Il est principalement soutenu par la population africaine de Pemba.
En août 1963, l'Umma Party se sépare du ZNP. Sous la direction d'Abdulrahman Mohammed Babu (en), il prend une orientation socialiste et se rapproche de l'ASP.

## Déroulement

### Révolution
Vers 3 heures du matin le 12 janvier 1964, 600 à 800 hommes faiblement armés, principalement des insurgés africains aidés par des policiers récemment limogés, attaquent les stations de police d'Unguja, les deux armureries de la police et la station de radio. Les policiers arabes n'ont reçu presque aucun entraînement et sont bientôt submergés. Les insurgés s'emparent de centaines de fusils automatiques, de pistolets-mitrailleurs et de fusils-mitrailleurs BREN, ce qui leur permet de prendre possession des immeubles stratégiques situés principalement à Stone Town,, au centre de la capitale Zanzibar. Dans les six heures suivant le déclenchement des hostilités, le centre télégraphique de la ville et les immeubles les plus importants du gouvernement sont sous le contrôle des insurgés tandis que la seule piste d'atterrissage de l'île est prise à 14 h 18,. Le sultan, le premier ministre Muhammad Shamte Hamadi et les membres du cabinet s'enfuient à bord du yacht royal Seyyid Khalifa,. Le palais du sultan et ses autres propriétés tombent eux entre les mains du gouvernement révolutionnaire. Dans les douze premières heures de la révolution, au moins 80 personnes sont tuées et 200 blessées lors de combats de rue. La plupart des victimes sont arabes. Soixante-et-un citoyens américains, dont seize hommes travaillant dans une station de la NASA ayant pour mission de suivre un satellite, trouvent refuge dans le Club Anglais de la vieille ville. Quatre journalistes américains sont eux détenus prisonniers par le nouveau gouvernement,.
Selon l'histoire officielle de Zanzibar, la révolution est planifiée et dirigée par Abeid Amani Karume, le dirigeant de l'ASP. Toutefois, à l'heure de la révolution, Karume ne se trouve pas à Zanzibar tout comme le leader de l'Umma Party, un parti interdit dirigé par Abdulrahman Muhammad Babu. John Okello, le secrétaire de la branche de l'ASP pour Pemba, et un ancien policier d'origine ougandaise a envoyé Karume en Afrique pour assurer sa sécurité. Okello est arrivé à Zanzibar en 1959 en proclamant avoir été l'un des généraux des rebelles kényans durant la révolte des Mau Mau. En réalité, John Okello n'a aucune expérience militaire. Il assure aussi avoir entendu des voix lui demandant, en tant que chrétien, de libérer le peuple zanzibarite des Arabes. Ainsi, le 12 janvier, c'est Okello qui dirige les révolutionnaires membres de la Afro-Shirazi Youth League,. Un commentateur a émis l'hypothèse que la révolution a probablement été planifiée par Okello et la Youth League.

### Répercussions

Drapeau de la république populaire de Zanzibar en usage du 12 janvier au 26 avril 1964.

À la suite de la révolution, un Conseil révolutionnaire est créé par l'ASP et l'Umma Party comme gouvernement provisoire. Karume dirige le conseil comme Président et Babu détient le portefeuille des Affaires étrangères. Le pays est renommé « république populaire de Zanzibar et Pemba » (People's Republic of Zanzibar and Pemba). Le nouveau gouvernement commence par bannir le sultan et interdire le ZNP et le ZPPP. Karume tente ensuite de prendre ses distances avec Okello, qu'il écarte discrètement de la scène politique. Il est toutefois autorisé à conserver son titre de maréchal qu'il s'est lui-même octroyé,. Cependant, les révolutionnaires sous les ordres d'Okello exercent rapidement des représailles envers les Arabes et la population asiatique d'Unguja avec des passages à tabac, des viols, des meurtres et des pillages,,. Okello revendique à la radio avoir tué ou emprisonné des dizaines de milliers d'ennemis et de complices. Toutefois, les estimations actuelles tempèrent fortement ce chiffre. On estime que le nombre des victimes varie de quelques centaines à 20 000. Plusieurs journaux occidentaux donnent des estimations allant de 2 000 à 4 000 victimes,. Les nombres les plus importants sont cependant probablement exagérés par les émissions d'Okello et par certains rapports de médias d'informations occidentaux et arabes,,. Les exécutions de prisonniers arabes et leur enterrement dans des fosses communes sont filmées par une équipe italienne depuis un hélicoptère pour le documentaire Africa addio. Le film contient les seuls documents visuels connus de ces exécutions,. Un grand nombre d'Arabes parvient à s'échapper vers Oman tandis que les Européens sont épargnés sur ordre d'Okello. Cette violence post-révolutionnaire n'atteint pas Pemba, qui aurait selon Karl Lyimo déclaré son indépendance le 18 janvier et eu son propre drapeau pendant quelques jours,.
Le 3 février, la situation à Zanzibar revient finalement à la normale et Karume est largement accepté par le peuple comme président. La présence policière revient dans les rues, les magasins pillés sont rouverts et les armes non autorisées sont rendues par la population. Le gouvernement révolutionnaire annonce que les prisonniers politiques, au nombre de 500, seraient jugés par des tribunaux spéciaux. Okello forme la « Force militaire de la liberté » (Freedom Military Force, abrégé FMF), une unité paramilitaire composée de ses propres partisans qui patrouillent dans les rues et pillent des biens arabes,. Le comportement des partisans d'Okello, sa rhétorique violente, l'accent ougandais et ses convictions chrétiennes choquent de nombreux Zanzibari et ASP musulmans, pour la plupart modérés ; en mars, de nombreux membres de la FMF sont désarmés par les partisans de Karume et par la milice de Umma Party. Le 11 mars, Okello est officiellement déchu de son grade de maréchal,, et se voit refuser l'entrée dans Zanzibar au retour d'un voyage sur le continent. Il est expulsé au Tanganyika voisin puis au Kenya, avant de finalement retourner sans ressources dans son Ouganda natif.
En avril, le gouvernement crée l'« Armée de libération du peuple » (People's Liberation Army, abrégé PLA) et achève le désarmement du FMF, la milice d'Okello. Le 26 avril, Karume annonce que l'union avec le Tanganyika a été négociée pour former un nouveau pays, la Tanzanie. La fusion est perçue par les médias contemporains comme un moyen de prévenir la « subversion communiste » de Zanzibar ; un historien déclare à ce propos que ce pourrait être une tentative de Karume, un socialiste modéré, pour limiter l'influence de la gauche radicale de l'Umma Party,,. Toutefois, de nombreuses idées de l'Umma Party concernant la santé, l'éducation ou la protection sociale sont adoptées par le gouvernement.

### Réactions à l'étranger
Les forces militaires britanniques au Kenya sont averties de la révolution le 12 janvier à 4 h 45 et à la demande du sultan, elles sont placées en état d'alerte pour réagir en menant une attaque sur le terrain d'aviation de Zanzibar sous 15 minutes,. Cependant, le Haut-commissaire britannique à Zanzibar, Timothy Crosthwait, ne signale aucun cas de ressortissants britanniques agressés et met en garde contre une intervention. En conséquence, plus tard dans la soirée, l'état d'alerte des troupes britanniques au Kenya est ramené à un état d'alerte de quatre heures. Crosthwait décide de ne pas approuver une évacuation immédiate des citoyens britanniques, car beaucoup occupent des postes clé du gouvernement et leur suppression brutale ne ferait que perturber davantage l'économie du pays et le gouvernement. Pour éviter toute effusion de sang, les Britanniques et Karume se mettent d'accord sur les dates d'une évacuation organisée.
Au moment même de la révolution, l'ambassadeur américain autorise le retrait des citoyens américains de l'île et un destroyer de l'US Navy, le USS Manley (DD-940) (en), arrive le 13 janvier. Le Manley s'amarre au port de Zanzibar mais les États-Unis n'ont pas reçu l'autorisation du Conseil révolutionnaire pour cette évacuation et le navire est accueilli par un groupe d'hommes armés. L'autorisation est finalement accordée le 15 janvier mais les Britanniques considèrent cette confrontation comme la cause de beaucoup de malveillances ultérieures contre les puissances occidentales à Zanzibar.
Les services de renseignement occidentaux croient que la révolution est organisée par les communistes fournis avec les armes des pays du pacte de Varsovie. Cette suspicion est renforcée par la nomination de deux hommes connus comme étant de gauche et ayant des liens possibles avec les communistes : Babu comme ministre des Affaires étrangères et Abdullah Kassim Hanga comme Premier ministre. Le Royaume-Uni considère que les deux hommes sont étroitement associés à Oscar Kambona, le ministre des Affaires étrangères du Tanganyika, et que les anciens membres des Tanganyika Rifles (en) ont été mis à disposition pour aider la révolution. Certains membres de l'Umma Party portent des treillis militaires cubains et des barbes dans le style de Fidel Castro, ce qui est pris pour un support cubain à la révolution. Toutefois, cette pratique a été lancée par ses membres, qui ont composé une succursale du ZNP à Cuba et c'est devenu une tenue courante chez les membres du parti d'opposition dans les mois qui ont précédé la révolution. La reconnaissance par le nouveau gouvernement de Zanzibar de la République démocratique allemande (le premier gouvernement non-européen à le faire) et de la Corée du Nord est une preuve supplémentaire pour les puissances occidentales du lien étroit de Zanzibar avec le bloc de l'Est. Seulement six jours après la révolution, le quotidien New York Times déclare que Zanzibar est « sur le point de devenir le Cuba de l'Afrique » mais refuse le 26 janvier de parler de participation communiste active,. Zanzibar continue de recevoir le soutien des pays communistes et en février, il est admis que le pays reçoit des conseillers de l'URSS, de l'Allemagne de l'Est et de la république populaire de Chine. Dans le même temps, l'influence occidentale diminue et en juillet 1964, seul un Britannique, un dentiste, travaille encore pour le gouvernement de Zanzibar. Des rumeurs prétendent que l'espion israélien David Kimche est un partisan de la révolution car il est à Zanzibar le jour de la révolution.
Le sultan destitué lance un appel infructueux au Kenya et au Tanganyika pour une assistance militaire malgré l'envoi par le Tanganyika de 100 policiers paramilitaires à Zanzibar pour contenir les émeutes. À part les Tanganyika Rifles (anciennement The colonial King's African Rifles), la police est la seule force armée au Tanganyika et le 20 janvier, l'absence de la police conduit à la mutinerie du régiment tout entier. Insatisfaits de leur faible revenu et de la lenteur du remplacement de leurs officiers britanniques par les Africains, les mutineries des soldats déclenchent des soulèvements similaires en Ouganda et au Kenya. Toutefois, l'ordre est rapidement rétabli dans ces pays par l'Armée britannique et la Royal Marines sans incident majeur.
L'émergence éventuelle d'un État communiste en Afrique demeure une source d'inquiétude en Occident. En février, la Commission de la défense britannique et de l'Outre-mer (British Defence and Overseas Policy Committee) déclare que, malgré les intérêts commerciaux britanniques insignifiants à Zanzibar et la faible importance de la révolution, la possibilité d'une intervention doit être maintenue. La commission redoute en effet que Zanzibar devienne un centre de promotion du communisme en Afrique, à l'instar de Cuba en Amérique. Ainsi, le Royaume-Uni, la plupart des pays du Commonwealth et les États-Unis ne reconnaissent pas le nouveau régime avant le 23 février, date à laquelle il est déjà reconnu par la majorité du bloc communiste. Pour Crosthwait, cela a contribué à ce que Zanzibar s'aligne sur l'Union soviétique. Celui-ci est expulsé du pays avec son personnel le 20 février et ne sont autorisés à revenir qu'une fois la reconnaissance accordée.

### Réponse militaire britannique

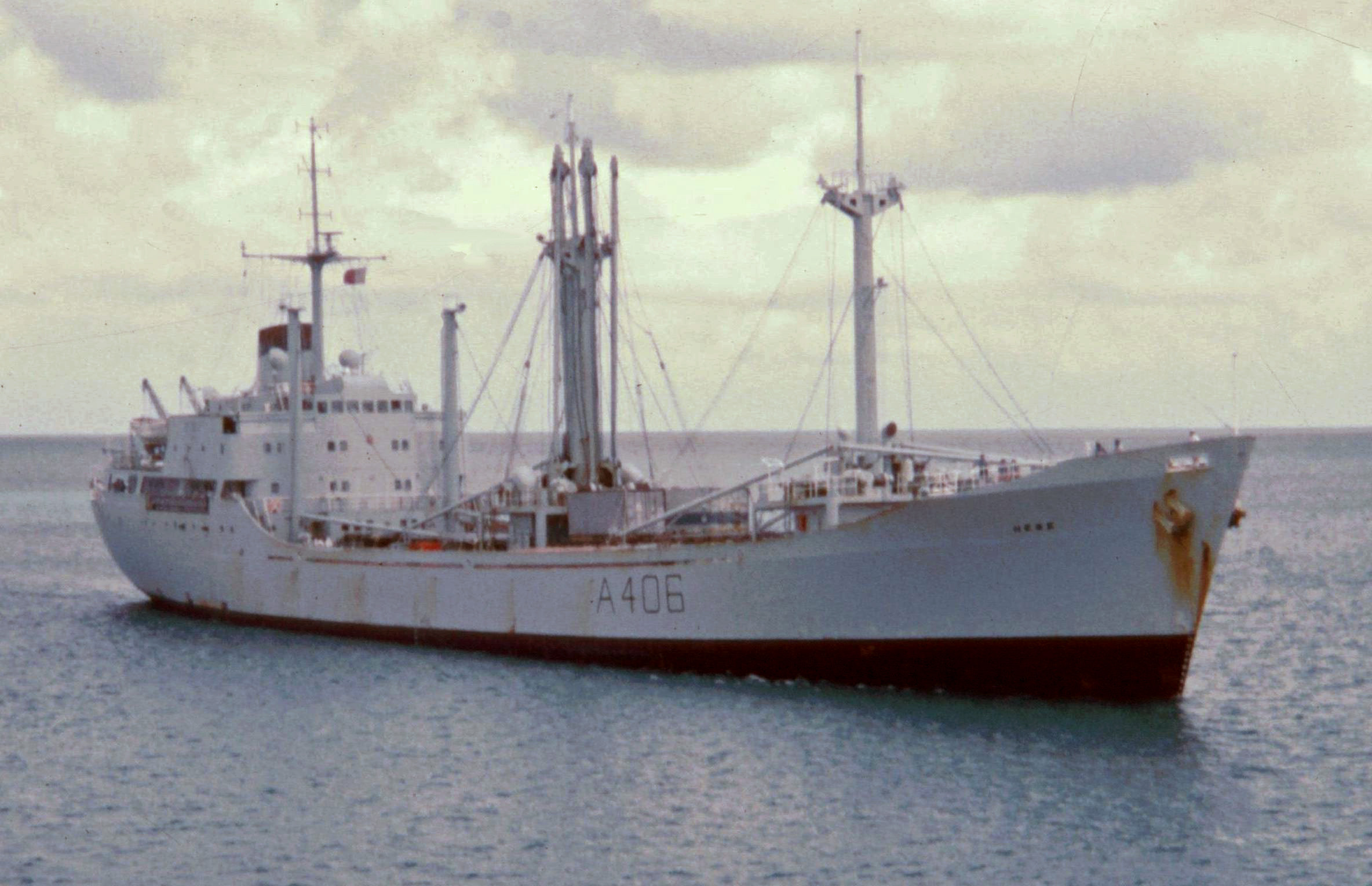
Le navire RFA Hebe en 1972.

Après l'évacuation de ses citoyens le 13 janvier, le gouvernement américain déclare qu'il reconnait que Zanzibar est dans la sphère d'influence du Royaume-Uni et qu'il n'interviendrait pas. Les États-Unis insistent toutefois pour que le Royaume-Uni coopère avec les autres pays d'Afrique orientale pour rétablir l'ordre. Le premier navire militaire britannique sur place est le bâtiment hydrographique HMS Owen (K640) (en), qui est détourné de la côte du Kenya et arrive dans la soirée du 12 janvier. Owen est rejoint le 15 janvier par la frégate HMS Rhyl (F129) (en) et par le bateau de la Royal Fleet Auxiliary, le RFA Hebe. Alors que le Owen, faiblement armé, approvisionne les révolutionnaires tout en leur rappelant discrètement la puissance militaire britannique, le Hebe et le Rhyl ont des capacités très différentes. En raison de rapports inexacts selon lesquels la situation à Zanzibar se détériorerait, le Rhyl a apporté une compagnie de troupes du premier bataillon du régiment Staffordshire depuis le Kenya, dont l'embarquement a été largement rapporté dans les médias kényans. Il est considéré comme une menace pour les négociations britanniques avec Zanzibar. Le Hebe, tout juste déchargé au dépôt naval de Mombasa, est chargé d'armes et d'explosifs. Bien que le Conseil révolutionnaire n'est pas au courant de la nature du chargement du Hebe, le refus de la Royal Navy d'autoriser la fouille du bateau crée la suspicion à terre et des rumeurs soutiennent qu'il est en fait un navire d'assaut amphibie.

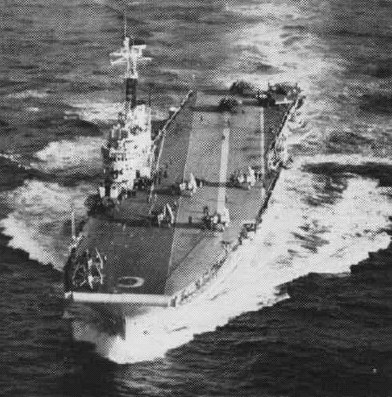
Le porte-avions en 1955.

L'évacuation partielle des citoyens britanniques prend fin le 17 janvier, au moment où les émeutes de l'armée en Afrique orientale dépêchent le Rhyl au Tanganyika pour que les troupes qu'il transporte puissent aider à réprimer la mutinerie. À la place, une compagnie du Gordon Highlanders prend place à bord du Owen au cas où une intervention serait nécessaire. Les porte-avions HMS Centaur (R06) et HMS Victorious (R38) sont aussi envoyés dans la région dans le cadre de l'opération Parthenon. Bien qu'il n'ait pas été activé, le plan Parthenon a été conçu dans le cas où Okello ou les radicaux de l'Umma Party tenteraient de s'emparer du pouvoir et de dominer l'ASP. En plus des deux porte-avions, le projet implique trois destroyers, le bâtiment Owen, treize hélicoptères, vingt-et-un avions de transport de reconnaissance, le deuxième bataillon des Scots Guards, le 45 Commando (en) de la Royal Marines et une compagnie du deuxième bataillon du régiment de parachutiste. L'île d'Unguja et son aéroport devaient être pris par des troupes parachutées et un assaut en hélicoptère pour aboutir à l'occupation de l'île de Pemba. Parthenon aurait été la plus grande opération aérienne et amphibie britannique depuis la crise de Suez.
À la suite de la révélation que les révolutionnaires pourraient avoir reçu une formation du bloc communiste, l'opération du Parthenon est remplacée par l'opération Boris, un assaut en parachute sur Unguja depuis le Kenya, mais qui a dû être abandonnée à cause de l'insécurité dans ce pays et du refus du gouvernement kényan de laisser utiliser ses pistes d'atterrissage. Le troisième plan, l'opération Finery (en), qui aurait impliqué un assaut de la Royal Marines par hélicoptères depuis le HMS Bulwark (R08), est abandonné quand une embarcation de débarquement se positionne alors au Moyen-Orient. En effet, le bâtiment Bulwark se situant en dehors de la zone, le lancement de Finery aurait nécessité quatorze jours de préparation : dans le cas où une réponse plus immédiate aurait nécessaire, les forces appropriées pouvaient alors être mises en disponibilité en 24 heures seulement pour effectuer une opération à moins grande échelle et protéger les citoyens britanniques.
À la suite de la fusion le 23 avril de Zanzibar avec le Tanganyika, le gouvernement conçoit l'opération Shed (en) pour parer un éventuel coup d'État de l'Umma Party. L'opération prévoyait le largage par les airs d'un bataillon de troupes et de véhicules de reconnaissance sur l'île pour s'emparer de la piste d'atterrissage et protéger le gouvernement de Karume. Cependant, le danger d'une révolte due à l'unification s'estompe vite et, le 29 avril, les troupes affectées à Shed sont placées en état d'alerte de seulement 24 heures. L'opération Finery est annulée le même jour. Les préoccupations sur un éventuel coup d'État sont cependant encore présentes et vers le 23 septembre, Shed est remplacé par le plan Giralda (en), impliquant l'utilisation des troupes britanniques d'Aden et d'Extrême-Orient dans le cas où l'Umma Party tenterait de renverser le président de Tanzanie, Julius Nyerere. Un bataillon d'infanterie, une unité du quartier général tactique et des éléments de la Royal Marine aurait été expédiées à Zanzibar pour effectuer un assaut amphibie, soutenus par les troupes britanniques du Kenya ou d'Aden afin de maintenir l'ordre. Ce plan est abandonné en décembre et marque la fin de l'intervention britannique dans le pays.

## Héritage

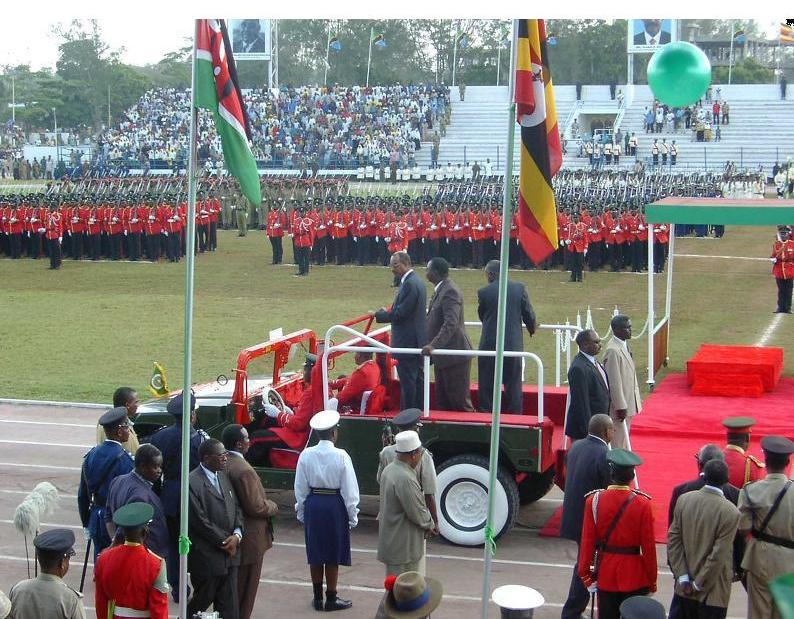
Le président Amani Abeid Karume, fils d'Abeid Karume, participant à la parade militaire pour le de la révolution en 2004.

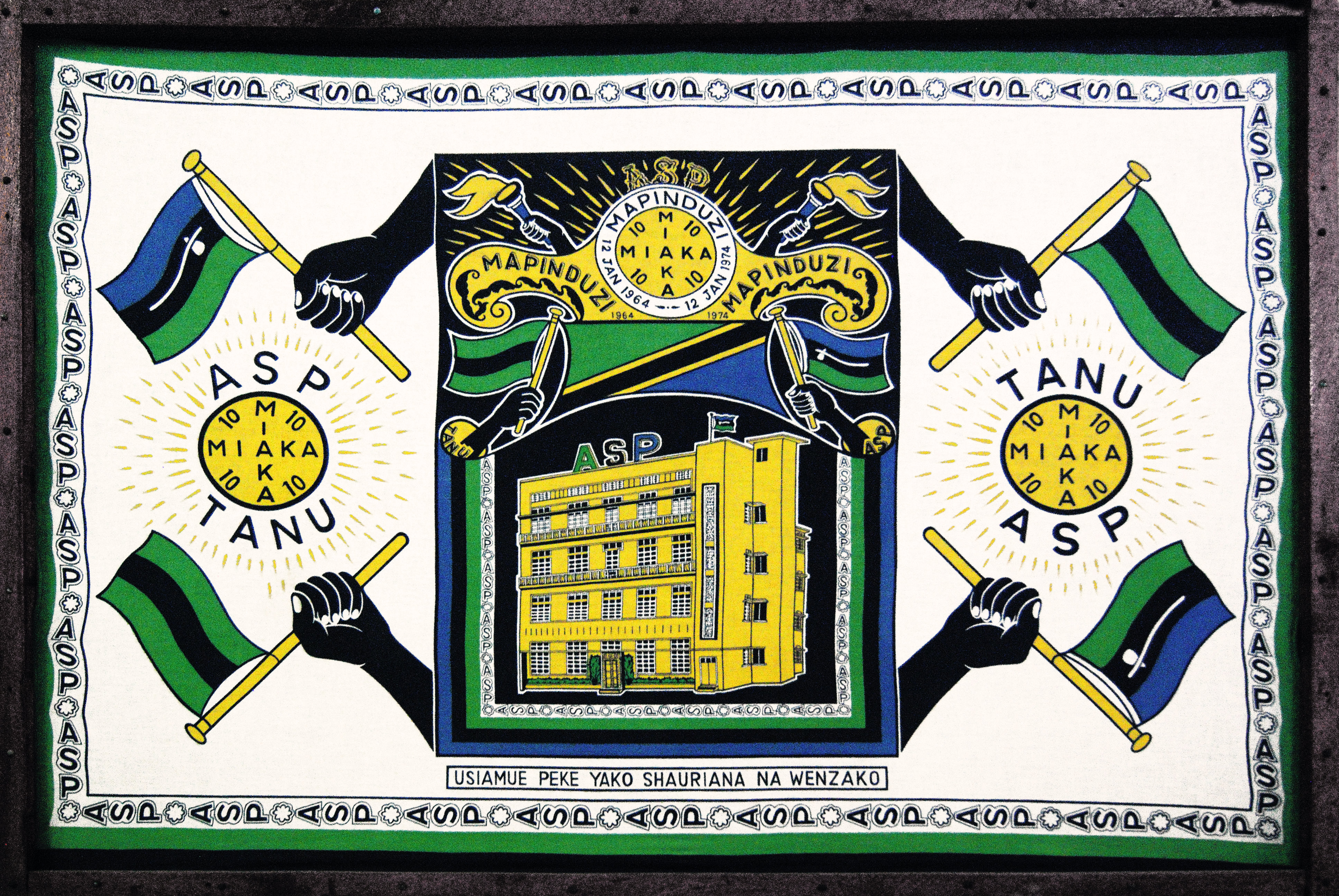
Un kanga célébrant les dix ans de la révolution (« mapinduzu »), avec des références à l'ASP et au TANU (musée de House of Wonders, Stone Town).

L'une des conséquences majeures de la révolution de Zanzibar est la fin de la domination de la classe dirigeante arabe et asiatique, qui a duré près de 200 ans,. Malgré la fusion avec le Tanganyika, Zanzibar conserve un Conseil révolutionnaire (en) et une Chambre des représentants (en) (avec un système de parti unique jusqu'en 1992) qui s'occupe des affaires locales. Le gouvernement local est dirigé par le président de Zanzibar, Karume étant le premier à occuper ce poste. Ce gouvernement se sert du succès de la révolution pour mettre en application les réformes sur l'île, dont la plupart consistent à retirer le pouvoir aux Arabes. Ainsi, la fonction publique devient presque entièrement africaine et les terres possédées par les Arabes sont redistribuées aux Africains. Le gouvernement révolutionnaire engage également des réformes sociales telles que la gratuité des soins et l'ouverture du système d'éducation aux étudiants africains, qui représentaient seulement 12 % des places dans l'enseignement secondaire avant la révolution.
Le jeune gouvernement demande une aide financière et une assistance militaire de la part de l'Union soviétique, de la République démocratique allemande (RDA) et de la république populaire de Chine (RPC). Plusieurs projets menés par la RDA échouent comme en 1968 avec le New Zanzibar Project, un projet de réaménagement urbain destiné à fournir des appartements neufs à l'ensemble des habitants de Zanzibar. Ces échecs amènent le pays à s'appuyer avant tout sur le soutien de la RPC,. Le gouvernement post-révolutionnaire de Zanzibar est accusé d'exercer un contrôle draconien sur les libertés individuelles et la liberté de circulation, ainsi que de se livrer au népotisme dans les nominations aux postes politiques et industriels, sans que le nouveau gouvernement tanzanien puisse intervenir,. L'insatisfaction atteint son paroxysme avec l'assassinat de Karume le 7 avril 1972, suivi par des semaines d'affrontements entre les forces pro et anti-gouvernementales. Un système multipartite est finalement établi en 1992, mais Zanzibar reste en proie à des accusations de corruption et de fraude électorale,.
La révolution elle-même constitue un évènement important pour les habitants de Zanzibar et les universitaires. Les historiens ont théorisé ses bases raciales et sociales, certains considérant que les révolutionnaires africains représenteraient le prolétariat se rebellant contre les classes dirigeante et commerçante, représentées par les Arabes et les Sud-Asiatiques. D'autres s'opposent à cette théorie et présentent la révolution comme une révolution raciale, aggravée par les disparités économiques entre les populations. À Zanzibar, la révolution est un évènement crucial et célébré comme tel : à l'occasion de son dixième anniversaire, 545 prisonniers sont libérés et une parade militaire a lieu lors de sa quarantième célébration. Chaque année, elle est fêtée le 12 janvier, une journée déclarée fériée par le gouvernement de Tanzanie.

### Ouvrages
- (en) Mohammed Ali Bakari, The Democratisation Process in Zanzibar : A Retarded Transition, GIGA-Hamburg, 2001, 360 p. (ISBN 3-928049-71-2, lire en ligne).
- (en) Anthony Clayton, Frontiersmen : Warfare in Africa since 1950, Taylor & Francis, 1999, 235 p. (ISBN 1-85728-525-5)
- (en) Samuel Daly, Our Mother is Afro-Shirazi, Our Father is the Revolution (Senior Thesis), New York, Columbia University, 2009 (lire en ligne).
- (en) Ian Hernon, Britain's Forgotten Wars : Colonial Campaigns of the 19th Century, Stroud (Gloucestershire), Sutton Publishing, 2003, 768 p. (ISBN 978-0-7509-3162-5).
- (en) William H. Ingrams, Zanzibar : Its History and Its People, Abingdon, Routledge, 1967, 519 p. (ISBN 0-7146-1102-6, OCLC 186237036, présentation en ligne).
- (en) Jacqueline Audrey Kalley, Elna Schoeman et Lydia Eve Andor, Southern African Political History : a chronology of key political events from independence to mid-1997, Westport, Conn./London, Greenwood Publishing Group, 1999, 904 p. (ISBN 0-313-30247-2, présentation en ligne).
- (en) Timothy Parsons, The 1964 Army Mutinies and the Making of Modern East Africa, Westport (Conn.), Greenwood Publishing Group, 2003, 231 p. (ISBN 0-325-07068-7, présentation en ligne).
- (en) Sergey Plekhanov, A Reformer on the Throne : Sultan Qaboos Bin Said Al Said, Trident Press Ltd., 2004, 280 p. (ISBN 1-900724-70-7, lire en ligne).
- (en) Abdul Sheriff et Ed Ferguson, Zanzibar Under Colonial Rule, James Currey éditeurs, 1991, 278 p. (ISBN 0-85255-080-4, présentation en ligne).
- (en) Kevin Shillington, Encyclopedia of African History : A - G.. 1, New York (N. Y.), CRC Press, 2005, 1824 p. (ISBN 1-57958-245-1, lire en ligne).
- (en) John Okello, Revolution in Zanzibar, Nairobi, East African Publishing House, 1967 (présentation en ligne)
- (en) Jonathon Glassman, War of Words, War of Stones : Racial Thought and Violence in Colonial Zanzibar, Bloomington, Indiana University Press, 2011, 398 p. (ISBN 978-0-253-22280-0, lire en ligne)

### Articles de presse
- (en) Michael F. Lofchie, « Was Okello's Revolution a Conspiracy? », Transition, no 33,‎ 1967, p. 36–42 (lire en ligne).
- (en) Leo Kuper, « Theories of Revolution and Race Relations », Comparative Studies in Society and History, vol. 13, no 1,‎ 1971, p. 87–107 (DOI 10.1017/S0010417500006125, lire en ligne).
- (en) Garth A. Myers, « Making the Socialist City of Zanzibar », Geographical Review, vol. 84, no 4,‎ 1994, p. 451–464 (DOI 10.2307/215759, lire en ligne).
- (en) Ian Speller, « An African Cuba? Britain and the Zanzibar Revolution, 1964. », Journal of Imperial and Commonwealth History, vol. 35, no 2,‎ 2007, p. 1–35 (lire en ligne).
- (en) George W. Triplett, « Zanzibar: The Politics of Revolutionary Inequality », The Journal of Modern African Studies, vol. 9, no 4,‎ 1971, p. 612–617 (DOI 10.1017/S0022278X0005285X, lire en ligne).